# تحريك القصائص

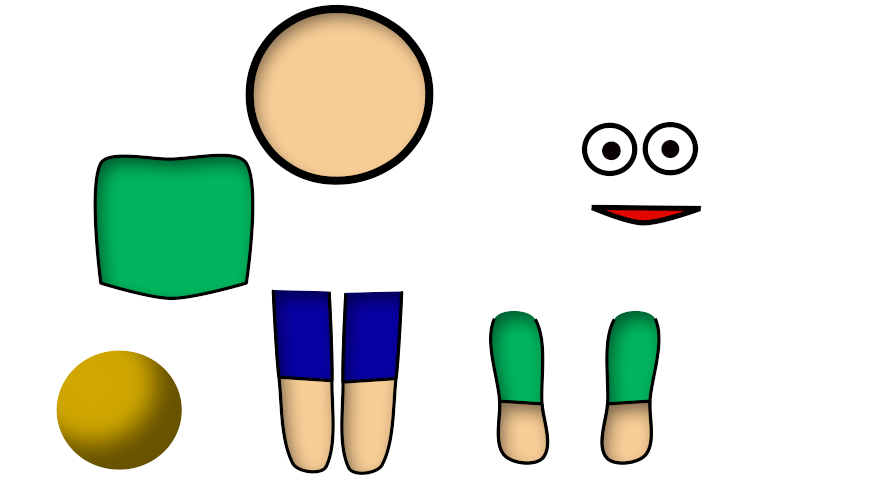
أجزاء الشخصية.

التحريك بالقصائص هي تقنية لتحريك الرسوم باستخدام شخصيات مسطحة وعناصر مشهد وخلفيات مصنوعة من مواد مثل الورق أو القماش أو الصور الفوتوغرافية.
أول فلم معروف أنتج بهذه التقنية كان في الأرجنتين للمخرج كويرينو كرستياني (وهو أقدم فلم موجود حتى الآن).
في الوقت الحالي، يستخدم الحاسوب في أكثر الأفلام المنتجة بنمط التحريك بالقصائص، وذلك عن طريق مسح ضوئي للصور وإدخالها، أو باستخدام الرسوم المتجهية التي تأخذ مكان المواد الفيزيائية المستخدمة في الإنتاج.
كانت أولى أفلام الرسوم المتحركة المعروفة في العالم عبارة عن رسوم متحركة مقطوعة (أنتجها كيرينو كريستياني في الأرجنتين) ، كما هو الحال مع أول فيلم رسوم متحركة باقٍ في العالم Die Abenteuer des Prinzen Achmed (1926) للمخرج Lotte Reiniger.
من المسلسلات التلفزيونية التي أنتجت بهذا النمط:
- ساوث بارك
- آنجيلا أناكوندا
- تشارلي ولولا